# Jack Cover
Jack Cover (* 6. April 1920 in New York City als John Higson Cover; † 7. Februar 2009 in Mission Viejo) war ein US-amerikanischer Wissenschaftler und Erfinder der Elektroschockpistole (Taser).
Jack Cover wuchs in Chicago auf. An der University of Chicago legte er seinen Bachelor ab und promovierte in Physik. Während des Zweiten Weltkrieges war er Testpilot für die US Air Force. Von 1952 bis 1964 arbeitete Cover als Wissenschaftler bei North American Aviation und anschließend bei IBM und Hughes Aircraft.
Mit der Entwicklung des Tasers, der eine gefahrlose Abwehr von Flugzeugentführern ermöglichen sollte, begann Cover in den 1960er Jahren. Die Inspiration dazu gab ihm der Fall einer Person, die in eine Stromleitung gefallen und dadurch kurzzeitig reglos war, den Namen Taser wählte Cover in Anlehnung an das Jugendbuch Tom Swift and His Electric Rifle von Victor Appleton aus dem Jahre 1911, in dem u. a. die Idee entwickelt wird, Menschen mit Bällen aus Elektrizität zu betäuben.
1970 gründete Cover zur Entwicklung und Vermarktung seiner Elektroschockwaffe die Taser Systems Inc., 1972 meldete er den Taser zum Patent an. Die Polizei von Los Angeles zeigte sich in den 1970ern wenig interessiert, und erst 1980 konnte er sie mit einem 11-Watt-Modell überzeugen. Trotzdem verlief die Vermarktung schleppend, und so musste Cover sein Unternehmen am Ende wieder aufgeben. 
1993 zeigten die Brüder Tom and Rick Smith Interesse an Covers Erfindung und entwickelten sie dahingehend weiter, dass die Waffe statt einer mit Pulver betriebenen Feuerwaffe nun eine Druckluftwaffe wurde, was ihr zum letztendlichen Durchbruch verhalf.
Jack Cover war drei Mal verheiratet, mit seiner dritten Frau hatte er vier Kinder.